# Publications of the Field Museum of Natural History
Publications of the Field Museum of Natural History, Botanical Series (abreviado Publ. Field Mus. Nat. Hist., Bot. Ser.) es una revista ilustrada con descripciones botánicas que fue editada por el Museo Field de Historia Natural. Comenzó su publicación en el año 1912 hasta 1947, fue precedida por Publications of the Field Columbian Museum, Botanical Series y sucedida por Fieldiana, Botany.